# Mona Mårtenson
Monica Ingeborg Elisabeth Mårtenson (født 4. maj 1902 i Stockholm, død 8. juli 1956 samme sted) var en svensk skuespillerinde.

## Liv og karriere
Mona Mårtenson blev født i Stockholm, men voksede op i Helsingborg. Hun studerede på Dramatens elevskola fra 1921 til 1923 og var tilknyttet Dramaten indtil 1930. Hun havde derefter arbejde på Lorensbergsteatern i Göteborg, før hun vendte tilbage til Dramaten i 1938.
Mona Mårtenson blev en af de mest kendte svenske skuespillere i stumfilm, hvor hun medvirkede i over 20 filmproduktioner. Da tonefilm begyndte at blive mere almindeligt i 1930'erne, var hun ikke så aktiv på skærmen som før. I resten af sin karriere havde Mårtenson kun mindre roller, før hun trak sig tilbage i 1949.  
Mårtenson døde i 1956 og ligger begravet på Torö kyrkogård i Nynäshamn.

## Filmografi
- Madam Anderssons Kalle (1923)
- Gösta Berlings saga (1924)
- Livet på landet (1924)
- Skeppargatan 40 (1925)
- Karl XII (1925)
- Karl XII, del 2 (1925)
- Ingmarsarven (1925)
- Til Østerland (1926)
- Brylluppet i Bränna (1926)
- Forseglede læber (1927)
- Laila (1929)
- Frøken Statsadvokat (1929)
- Eskimo (1930)
- I kantonnement (1932)
- Karriere (1938)
- Vestkystens helte (1940)
- Kun en kvinde (1941)
- Veritas forhersker byen (1941)
- Vi kommer med musik! (1942, ukrediteret)
- Den gule klinik (1942)
- Mit folk er ikke dit (1944)
- Nitouche (1944, ukrediteret)
- Pippi Langstrømpe (1949)